# Lacs (Indre)
Lacs is een gemeente in het Franse departement Indre (regio Centre-Val de Loire) en telt 650 inwoners (2005). De plaats maakt deel uit van het arrondissement La Châtre.

## Geografie
De oppervlakte van Lacs bedraagt 13,4 km², de bevolkingsdichtheid is 48,5 inwoners per km².
De onderstaande kaart toont de ligging van Lacs (Indre) met de belangrijkste infrastructuur en aangrenzende gemeenten.

## Demografie
Onderstaande figuur toont het verloop van het inwonertal (bron: INSEE-tellingen).